# Deileptenia sericearia
Deileptenia sericearia är en fjärilsart som beskrevs av Curtis 1826. Deileptenia sericearia ingår i släktet Deileptenia och familjen mätare. Inga underarter finns listade i Catalogue of Life.